# Список сочинений Бертольта Брехта
Сочинения немецкого поэта, прозаика, драматурга и теоретика театра Бертольта Брехта представлены по жанрам, с указанием года завершения работы.

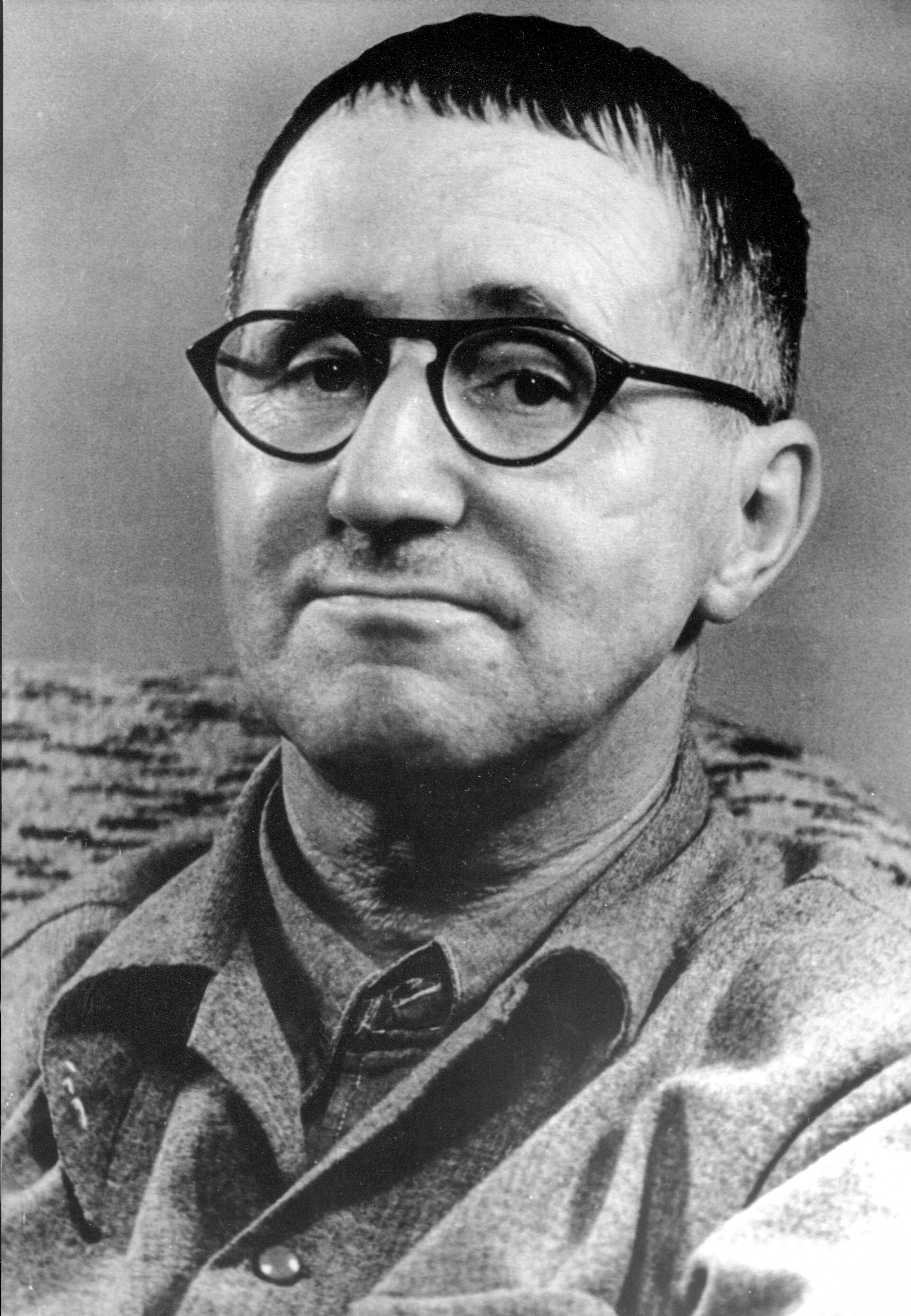
Бертольт Брехт в 1948 году

## Поэзия
- 1920 — «Псалмы» (нем. Psalmen)
- 1926 — «Домашние проповеди» (нем. Hauspostille)
- 1927 — «Из Хрестоматии для жителей городов» (нем. Aus dem Lesebuch für Städtebewohner)
- 1933 — «Песни, стихи, хоры» (нем. Lieder Gedichte Chöre)
- 1937 — «Немецкие сатиры» (нем. Deutsche Satiren)
- 1939 — «Свендборгские стихотворения» (нем. Svendborger Gedichte)
- 1945 — «Военный букварь» (нем. Kriegsfibel)
- 1950 — «Детские песни» (нем. Kinderlieder)
- 1953 — «Буковские элегии» (нем. Buckower Elegien)

## Проза
- «Наглый тип» (новелла)
- «История одной страховки» (рассказ)
- 1921 — «Барган попустительствует» (рассказ)
- 1924 — «Смерть Цезаря Малатесты» (рассказ)
- 1926 — «Четверо мужчин и покер» (рассказ)
- 1928 — «Изверг» (новелла; впервые была опубликована в декабре 1928 года в «Берлинер иллюстрирте цайтунг» в рамках конкурса на лучший рассказ и получила первую премию[1])
- 1934 — «Трёхгрошовый роман» (нем. Dreigroschenroman)
- 1934 — «Солдат из Ла-Сьота» (рассказ)
- 1939 — «Плащ еретика» (рассказ)
- 1939 — «Трофеи Лукулла» (новелла)
- 1939 — «Опыт» (рассказ)
- 1939 — «Раненый Сократ» (рассказ)
- 1940 — «Аугсбургский меловой круг» (нем. Der Augsburger Kreidekreis, рассказ)
- 1944 — «Разговоры беженцев» (нем. Fluchtlingsgesprache)
- 1949 — «Рассказы о господине Койнере» (нем. Geschichten vom Herrn Keuner, начато в 1930)

## Драматургия
В скобках указаны оригинальное название, место и дата первой постановки
- 1918 — «Ваал» (нем. Baal; Старый театр, Лейпциг, 8 декабря 1923 года)
- 1918 — «Мещанская свадьба» (нем. Die Kleinbürgerhochzeit), одноактная
- 1920 — «Барабаны в ночи» (нем. Trommeln in der Nacht; «Каммершпиле», Мюнхен, 29 сентября 1922 года)
- 1921 — «В чаще городов» (нем. Im Dickicht der Städte)
- 1926 — «Человек есть человек» (нем. Mann ist Mann; Дармштадт, 1926 год)
- 1926 — «Закат эгоиста Иоганна Фатцера» (нем. Untergang des Egoisten Johann Fatzer)
- 1928 — «Трёхгрошовая опера» (нем. Die Dreigroschenoper; «Фольксбюне», Берлин, 31 августа 1928 года)
- 1929 — «Баденская поучительная пьеса о согласии» (нем. Das Badener Lehrstück vom Einverständnis; курзал Баден-Бадена, июль 1929 года)
- 1930 — «Мероприятие» (нем. Die Maßnahme; в другом переводе — «Высшая мера»; Берлинская филармония, 13 декабря 1930)
- 1931 — «Исключение и правило» (нем. Die Ausnahrae und die Regel)
- 1931 — «Святая Иоанна скотобоен» (нем. Die heilige Johanna der Schlachthöfe; «Шаушпильхауз», Гамбург, май 1959 года)
- 1931 — «Мать» (нем. Die Mutter); по мотивам одноимённого романа А. М. Горького; Театр на Шиффбауэрдамм 15 января 1932 года)
- 1934 — «Круглоголовые и остроголовые, или Богач богача видит издалека» (нем. Die Rundköpfe und die Spitzköpfe; театр «Ридерсален», Копенгаген, 4 ноября 1936 года)
- 1935 — «Горации и Куриации» (нем. Die Horatier und die Kuriatier; театр «Молодая гвардия», Галле, 1958)
- 1938 — «Винтовки Тересы Каррар» (нем. Die Gewehre der Frau Carrar; Саль адьяр, Париж, 16 октября 1937 года)
- 1938 — «Страх и отчаяние в Третьей империи» (нем. Furcht und Elend des Dritten Reiches)
- 1939 — «Жизнь Галилея» (нем. Leben des Galilei, вторая редакция — 1945 год)
- 1939 — «Мамаша Кураж и её дети» (нем. Mutter Courage und ihre Kinder)
- 1939 — «Дансен» (нем. Dansen; одноактная)
- 1939 — «Почём железо?» (нем. Was kostet das Eisen?; одноактная; Народный университет «Толлар», Стокгольм, 1939 год)
- 1940 — «Господин Пунтила и его слуга Матти» (нем. Herr Puntila und sein Knecht Matti)
- 1941 — «Карьера Артуро Уи, которой могло и не быть» (нем. Der aufhaltsame Aufstieg des Arturo Ui; Государственный драматический театр, Штутгарт, 19 ноября 1958 года)
- 1941 — «Добрый человек из Сычуани» (нем. Der gute Mensch von Sezuan; «Шаушпильхауз», Цюрих, 4 февраля 1943 года)
- 1943 — «Сны Симоны Машар» (нем. Die gesichte der Simone Machard, в сотрудничестве с Л. Фейхтвангером; Франкфурт-на-Майне, 8 марта 1957 года)
- 1943 — «Швейк во Второй мировой войне» (нем. Schweyk im zweiten Weltkrieg; Театр Войска Польского, Варшава, январь 1957 года)
- 1945 — «Кавказский меловой круг» (нем. Der kaukasische Kreidekreis; «Берлинер ансамбль», 15 июня 1954 года)
- 1949 — «Дни Коммуны» (нем. Die Tage der Commune; Карл-Маркс-Штадт, декабрь 1956 года)
- 1954 — «Турандот, или Конгресс обелителей» (нем. Turandot oder Der Kongreß der Weißwäscher)

#### Обработки
- 1922 — «Жизнь Эдуарда II Английского» (нем. Leben Eduards des Zweiten von England), переработка пьесы К. Марло «Эдуард II», в соавторстве с Л. Фейхтвангером
- 1947 — «Антигона» (нем. Die Antigone des Sophokles), переработка трагедии Софокла («Шаушпильхауз», Цюрих, 1948)
- 1950 — «Гувернёр» (нем. Der Hofmeister), обработка пьесы Я. Ленца («Берлинер ансамбль», 15 апреля 1950 года)
- 1952 — «Суд над Жанной д`Арк в Руане в 1431 году» (нем. Der Prozess der Jeanne D'Arc zu Rouen, 1431), обработка радиопьесы Анны Зегерс («Берлинер ансамбль», 23 ноября 1952 года)
- 1952 — «Дон Жуан» (нем. Don Juan), переработка пьесы Мольера; «Берлинер ансамбль», 19 марта 1954 года)
- 1955 — «Литавры и трубы», обработка пьесы Дж. Фаркера «Офицер — вербовщик рекрутов» («Берлинер ансамбль», 1955)[2]
- 1955 — «Кориолан», обработка трагедии У. Шекспира.

### Радиопьесы
- 1929 — «Полёт Линдбергов» (в 1950 году переименована в «Перелёт через океан»)
- 1939 — «Допрос Лукула» (нем. Das Verhor des Lukullus; Бернская студия радио Беромюнстера, 12 мая 1940 года)

### Либретто опер
- 1929 — «Расцвет и падение города Махагони» (нем. Aufstieg und Fall der Stadt Mahagonny; музыка Курта Вайля; Новый театр, Лейпциг, 9 марта 1930)
- 1930 — «Говорящий „да“» («Говорящий „нет“») (нем. Der Jasager (Der Neinsager))
- 1939 — «Осуждение Лукулла» (нем. Die Verurteilung des Lukullus; музыка Пауля Дессау; «Дойче штатсопер», Берлине, март 1951)
- 1951 — «Хернбургский отчёт» (нем. Herrnburger Bericht; кантата, поставлена как музыкальное представление Эгоном Монком в Немецком театре 5 августа 1951 года[3])

### Либретто балета
- 1933 — «Семь смертных грехов» (музыка К. Вайля; фестиваль «Балет-1933», Париж)

## Киносценарии
- 1922 — «Мистерии одной парикмахерской» (нем. Mysterien eines Frisiersalons)
- 1922 — «Асунсьонская робинзонада», совместно с А. Бронненом (фильм вышел в прокат в 1924 году под названием «Долина слёз»)
- 1932 — «Куле Вампе, или Кому принадлежит мир?», совместно с Эрнстом Отвальтом
- 1943 — «Палачи тоже умирают!» (нем. Auch Henker sterben)

## Теоретические работы
- 1936 — «Театр развлечения или театр поучения»
- 1936 — «Эффекты очуждения в китайском сценическом искусстве»
- 1938 — «Широта и многообразие реалистической манеры письма»
- 1938 — «Народность и реализм»
- 1939 — «Об экспериментальном театре»
- 1940 — «Покупка меди» (нем. Messingkauf)
- 1940 — «Новая техника актёрского искусства»
- 1947 — «Лафтон играет Галилея»
- 1948 — «О народной пьесе»
- 1949 — «Искусство в эпоху переворота»
- 1949 — «„Малый органон“ для театра» (нем. Kleiner Organon für das Theater)
- 1951 — «Модель „Кураж“» (нем. Couragemodell)
- 1954 — «Страх, внушаемый классическим совершенством»
- 1954 — «Дополнение к „Малому органону“»
- 1956 — «Диалектика на театре»
- 1956 — «Несколько заблуждений по поводу манеры игры „Берлинского ансамбля“»

## Публицистика
- 1933 — «Страшная история о поджоге рейхстага»
- 1934 — «Пять трудностей для пишущего правду»
- 1935 — «Легенда о Хорсте Весселе»
- 1938 — «О популярности детективного романа»
- 1943 — «Другая Германия»

## Незавершённые произведения
- «Булочная» (пьеса)
- «ТУИ» (роман)
- «Ме-ти. Книга перемен» (нем. Me-ti. Buch der Wendungen)
- «Дела господина Юлия Цезаря» (нем. Die Geschäfte des Herrn Julius Caesar)

## Издания на русском языке
- Брехт Б. Эпические драмы. М., 1934[4]
  - «Мероприятие» (перевод Бархаша)
  - «Мать» (перевод С. Третьякова)
  - «Святая Иоанна скотобоен» (перевод С. Третьякова)[5]
- Брехт Б. Стихи. Роман. Новеллы. Публицистика. Издательство иностранной литературы, М., 1956[6]
- Брехт Б. Пьесы. Издательство «Искусство», М., 1956[6]
- Бертольт Брехт о театре. Издательство иностранной литературы, М., 1956[6]
- Бертольт Брехт. Дела господина Юлия Цезаря. Издательство иностранной литературы, М., 1960
- Брехт Б. Театр. Пьесы Статьи. Высказывания (тт. I—V). Издательство «Искусство», М., 1963—1965.
  - Том 1. «Что тот солдат, что этот», «Трехгрошовая опера», «Святая Иоанна скотобоен», «Исключение и правило», «Мать»
  - Том 2. «Круглоголовые и остроголовые», «Горации и Куриации», «Страх и нищета в Третьей империи», «Винтовки Тересы Каррар», «Жизнь Галилея».
  - Том 3. «Мамаша Кураж и её дети», «Допрос Лукулла», «Добрый человек из Сычуани», «Господин Путила и его слуга Матти», «Карьера Артуро Уи, которой могло не быть».
  - Том 4. «Разговоры беженцев», «Сны Симоны Машар», «Швейк во второй мировой войне», «Кавказский меловой круг», «Дни Коммуны».
- Брехт Б. Стихотворения. Рассказы. Пьесы / Составление, вступительная статья и примечания И. Фрадкина. — М.: «Художественная литература», 1972. — 816 с. — (Библиотека всемирной литературы).
- Брехт Б. Избранная лирика. Пер. с нем. (Предисл. А. Исаева; Худож. Б. Алимов). — М.: «Молодая гвардия», 1971. — 80 с. — (Избранная зарубежная лирика). — 50 000 экз.
- Брехт Б. О литературе. М., 1977
- Брехт Б. Избранное. М., 1990
- Брехт Б. Пьесы, тт. 1-2. М., 1999.
  - Том 1. «Трехгрошёвая опера», «Кавказский меловой круг», «Страх и нищета в Третьей империи», «Разговоры беженцев»
  - Том 2. «Мамаша Кураж и её дети», «Добрый человек из Сычуани», «Жизнь Галилея», «Круглоголовые и остроголовые»
- Брехт Б. Ме-ти. Книга перемен. М., 2004.
- Брехт Б. Истории господина Койнера. «Текст», 2007.
- Брехт Б. Мамаша Кураж и её дети. Пьесы. «Текст», 2008.
- Брехт Б. Сто стихотворений. «Текст», 2010.